# Szymon Cyrenejczyk

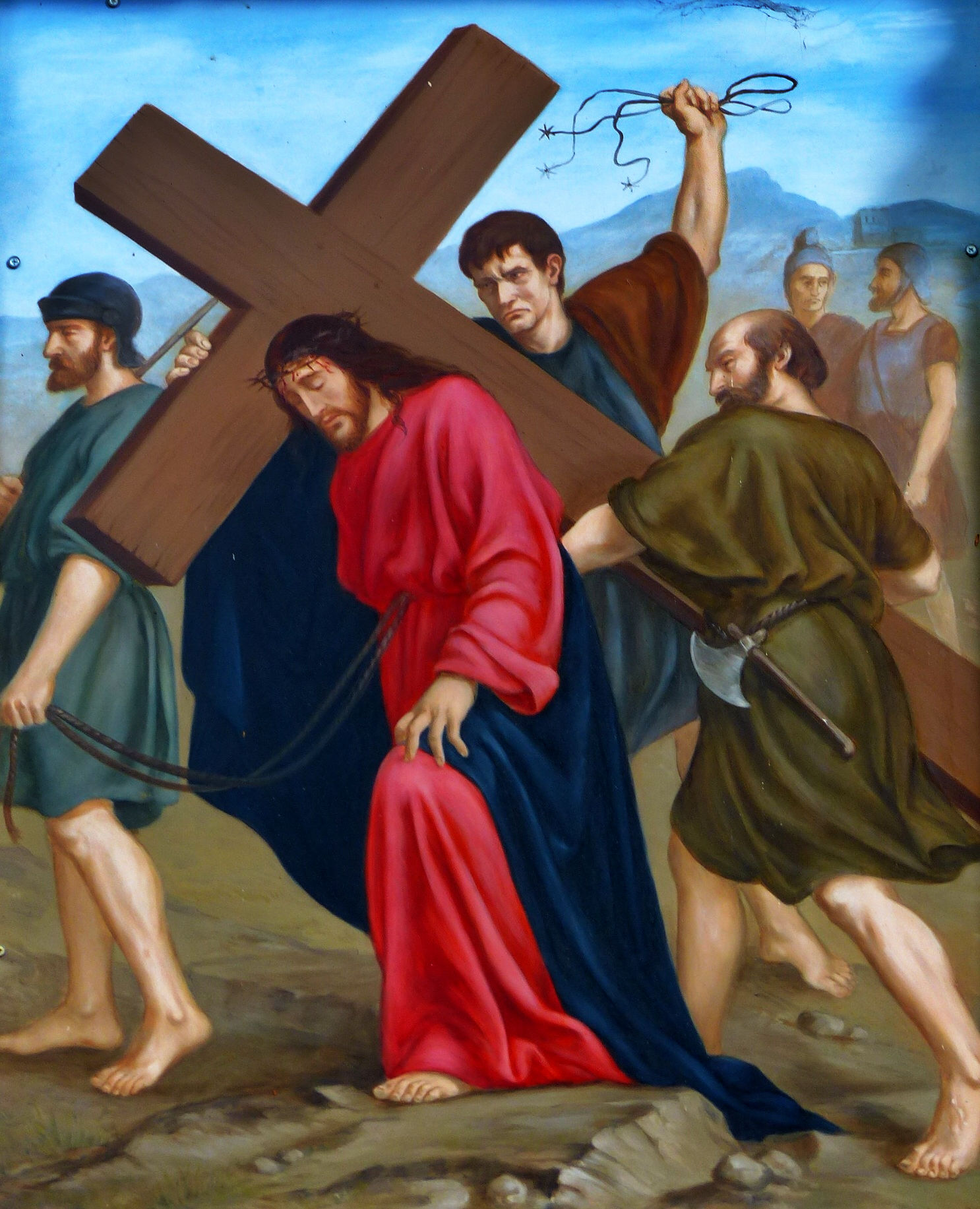
Szymon Cyrenejczyk jest przedstawiany w V stacji drogi krzyżowej

Szymon Cyrenejczyk – według relacji ewangelicznych przypadkowy przechodzień, którego żołnierze rzymscy zmusili do pomocy Jezusowi w niesieniu krzyża. Szymona Cyrenejczyka wspominają Ewangelie: Mt 27,32; Mk 15,21 i Łk 23,26; jego synami byli Aleksander i Rufus, święci Kościołów katolickiego, ormiańskiego i prawosławnego.

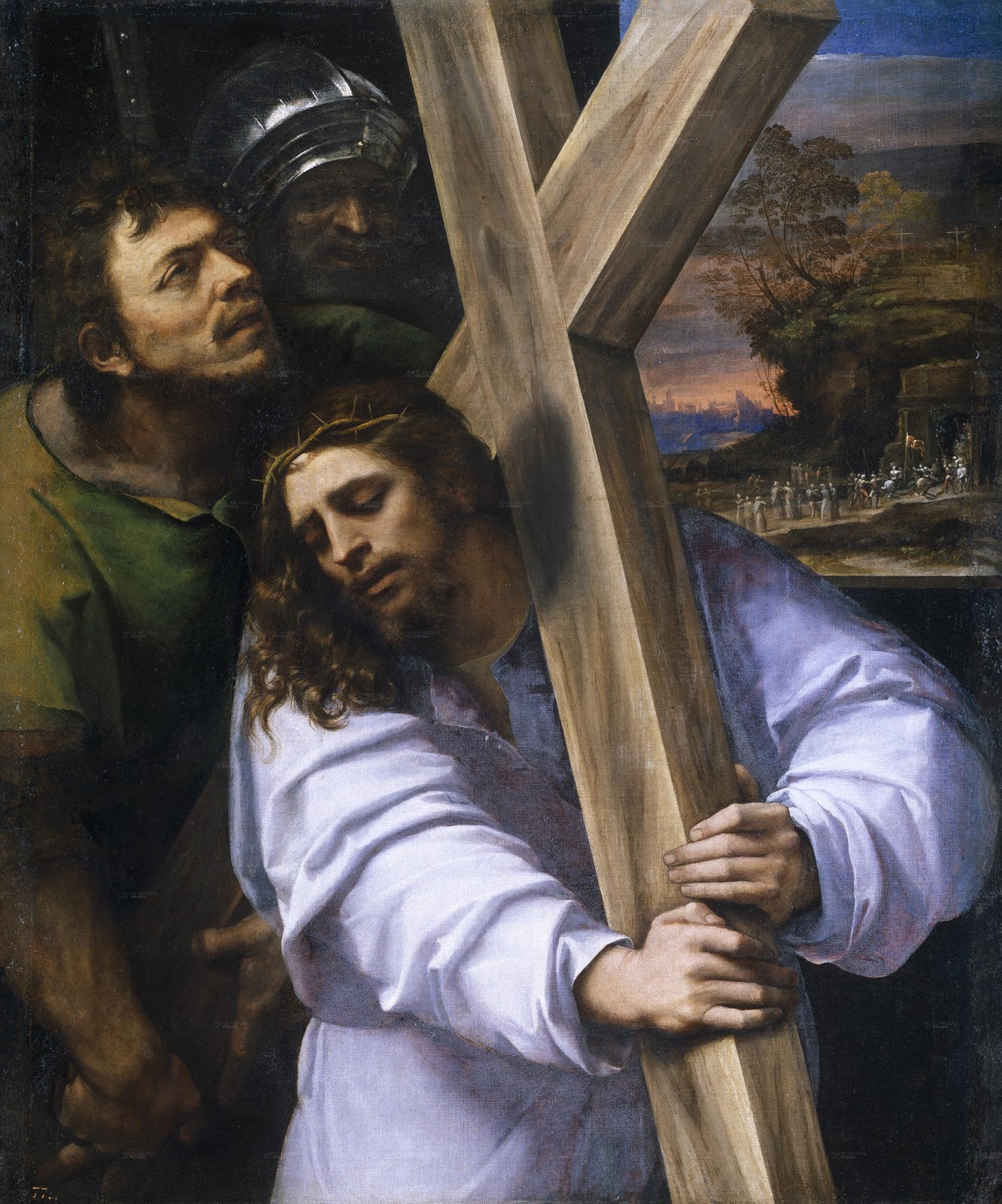
Szymon Cyrenejczyk pomaga nieść krzyż Panu Jezusowi

## Szymon Cyrenejczyk w literaturze
- Kazimierz Braun, Cyrenejczyk (wiersz)[2]
- Giovanni Papini, Cyrenejczyk (opowiadanie)[3]